# Elágazási arány
Az elágazási arány a részecskefizika és a magfizika szakkifejezése. Egy adott radioatkív atommag több módon bir elbomlani: például alfa- vagy béta-bomlással. Egy bomlási mód elágazási aránya az az arány, hogyha a részecske/mag sok bomlását figyelem, akkor mekkora arányban fog ezek között az adott bomlási mód szerepelni. Pontosabban a bomlási módok bomlási állandóinak aránya a bomlás során. Ezeket az állandókat parciális bomlási állandóknak (partial decay constants), nevezzük, és ezek összege adja a reakció teljes bomlási állandóját. Néha a parciális felezési időt is használják, de ez az elnevezés félrevezető; az egymást kiegészítő módok esetén nem igaz, hogy a részecskék fele fog elbomlani a partikuláris bomlási mód szerint a parciális felezési idő alatt. A parciális felezési idő csupán a λ bomlási állandó egy másik lehetséges megadása, a kettő a következő módon függ egymástól:
{\displaystyle t_{1/2}={\frac {\ln 2}{\lambda }}}

## Atommagfizikai példa
A 132Cs spontán bomlása esetén, 98,1% az ε vagy β+ bomlás, és 1,9% a β‒ bomlás aránya. Emiatt az elágazási arány a 132Cs esetén 98,1 ε+β+ :: 1,9 β‒. A részleges bomlási állandót az elágazási arány és a 132Cs felezési ideje (6,479 nap) alapján: 0,10 nap ‒1 (ε+β+) és ,0020 nap‒1 (β‒). A részleges felezési idők ebből 6,60 nap (ε+β+) és 346 nap (β‒). Itt egy kis gond van a részleges felezési idő elnevezéssel, hiszen 346 nap után majdnem az összes atommag elbomlik.

## Részecskefizikai példa
A gyenge kölcsönhatást közvetítő Z bozon elágazási arányai közelítőleg:
Leptonokra bomlás:
- e+e-  (elektron-pozitron pár) keletkezik 3,37% valószínűséggel, tehát ennek a bomlási módnak az elágazási aránya 3,37%
- μ+μ- 3,37% (müon)
- τ+τ- 3,37% (tauon)

(A háromféle lepton esetén nincs jelentős eltérés.)
- a detektorokban láthatatlan neutrínókra 20,02%
- hadronokra 69,89% (ez tovább bontható a keletkezett hadronok típusa szerint).